# Variabele granietmot
De variabele granietmot (Eudonia mercurella) is een vlinder uit de familie van de grasmotten (Crambidae).
De spanwijdte van de variabele granietmot bedraagt tussen de 16 en 19 millimeter. Onderscheiden van de verschillendeEudonia-soorten is moeilijk.

## Waardplanten
De variabele granietmot heeft mossen als waardplanten. De soort overwintert als rups.

## Voorkomen in Nederland en België
De variabele granietmot is in Nederland en in België een vrij algemene soort. De soort kent één generatie die vliegt van juni tot september.